# 尚之四
尚之四（1921年—），男，山东平度人，中国戏曲导演，曾任中国戏剧家协会理事，山东省戏剧家协会副主席。

## 家庭
儿子尚铁龙为山东电影电视剧制作中心一级演员、一级导演。